# Bud Jorgensen
Carl «Bud» Wallace Jorgensen (11 de abril de 1904-18 de diciembre de 1982) fue un entrenador atlético estadounidense de los Green Bay Packers en la National Football League (NFL). Durante más de 46 años, Jorgensen trabajó en diversos puestos como entrenador atlético, asistente de entrenador y administrador de propiedades de los Packers. Después de su carrera con los Packers, continuó como entrenador atlético de baloncesto universitario para la Universidad de Wisconsin-Green Bay. Jorgensen fue reconocido por su prolífica carrera y fue identificado como un experto en el campo del entrenamiento deportivo. Fue incluido en el Salón de la Fama de la Asociación Nacional de Entrenadores Atléticos en 1968 y en el Salón de la Fama de los Green Bay Packers en 1976. Jorgensen murió el 18 de diciembre de 1982, a la edad de 78 años.

## Primeros años de vida
Carl Wallace Jorgensen nació el 11 de abril de 1904 en Marinette, Wisconsin. Después de mudarse a Green Bay, Wisconsin, asistió y se graduó de Green Bay West High School en 1922.

## Carrera
Jorgensen trabajó en varios puestos para los Green Bay Packers desde 1924 hasta 1970. Sus más de 46 años de servicio son los más largos de cualquier persona en el lado de operaciones de fútbol de la organización. Jorgensen comenzó su carrera con los Packers en 1924 como asistente del administrador de propiedades y entrenador atlético Pat Holland. Un año más tarde reemplazó a Holanda, continuando en esa doble función hasta 1935. De 1935 a 1940, continuó su papel como administrador de la propiedad y ayudó al entrenador atlético Dave Woodward recién contratado hasta que Woodward murió en 1940. Luego, Jorgensen fue nombrado oficialmente entrenador atlético principal del equipo. Permaneció en este cargo hasta 1969, cuando dejó el cargo de entrenador atlético principal. Se desempeñó como entrenador asistente hasta 1970 antes de retirarse por completo de los Packers. Durante la mayor parte de su tiempo con los Packers, Jorgensen trabajó durante la temporada baja en Bortland's Sport Shop, que era el equipo proporcionado por los Packers. Era vendedor de Bortland's, y viajaba por el Alto del Medio Oeste vendiendo equipos deportivos. Después de los Packers, Jorgensen continuó su carrera como entrenador atlético para el equipo de baloncesto masculino de la Universidad de Wisconsin-Green Bay de 1972 a 1978.
Jorgensen era bien conocido por sus contribuciones al campo del entrenamiento atlético y por su impacto dentro de la NFL. Fue autodidacta en la mayor parte de su experiencia y aprendió en el trabajo en los primeros años de su carrera. Sin embargo, era lo suficientemente respetado como para dar conferencias o hablar en clínicas sobre diversos temas de entrenamiento atlético. El 13 de noviembre de 1955, los Packers reconocieron las contribuciones de Jorgensen con un «Día de Bud Jorgensen» antes de un partido en casa. Jorgensen recibió un obsequio de $500, otros obsequios y buenos deseos de los jugadores y el personal. Al año siguiente, Jorgensen fue seleccionado por la NFL para ser el primer entrenador profesional de jugadores que necesitaban tratamiento durante el Pro Bowl. En 1970, Jorgensen recibió el premio Arnie Herber Green Bay Sportsman of the Year. Durante su carrera de más de 46 años con los Packers, Jorgensen fue testigo de los primeros 11 campeonatos de la NFL del equipo, incluidas las dos primeras victorias del Super Bowl de los Packers, y trabajó con los entrenadores del Salón de la Fama Curly Lambeau y Vince Lombardi. Además, solo se perdió dos juegos en su mandato, ambos debido a emergencias médicas en su familia. En reconocimiento a sus contribuciones, Jorgensen fue incluido en el Salón de la Fama de la Asociación Nacional de Entrenadores Atléticos en 1968 y en el Salón de la Fama de los Green Bay Packers en 1976.

## Vida personal
Jorgensen se casó con Adelle Huebner el 10 de abril de 1925; Adelle murió en noviembre de 1964. La pareja tuvo dos hijos y dos hijas. Ambos hijos murieron antes que su padre; uno en 1945 y otro en 1973. Una de las hijas de Jorgensen se casó y tuvo dos nietas. Jorgensen fue muy activo en la comunidad local de Green Bay, donde vivió la mayor parte de su vida; era miembro del Elks Club local, de la YMCA y de una iglesia luterana. Trabajando con la Asociación de Antiguos Alumnos de los Packers, Jorgensen inició clínicas de entrenamiento en la escuela secundaria en el área de Green Bay. Jorgensen murió el 18 de diciembre de 1982 por causas no reveladas.